# Luisenstraße 180 (Mönchengladbach)

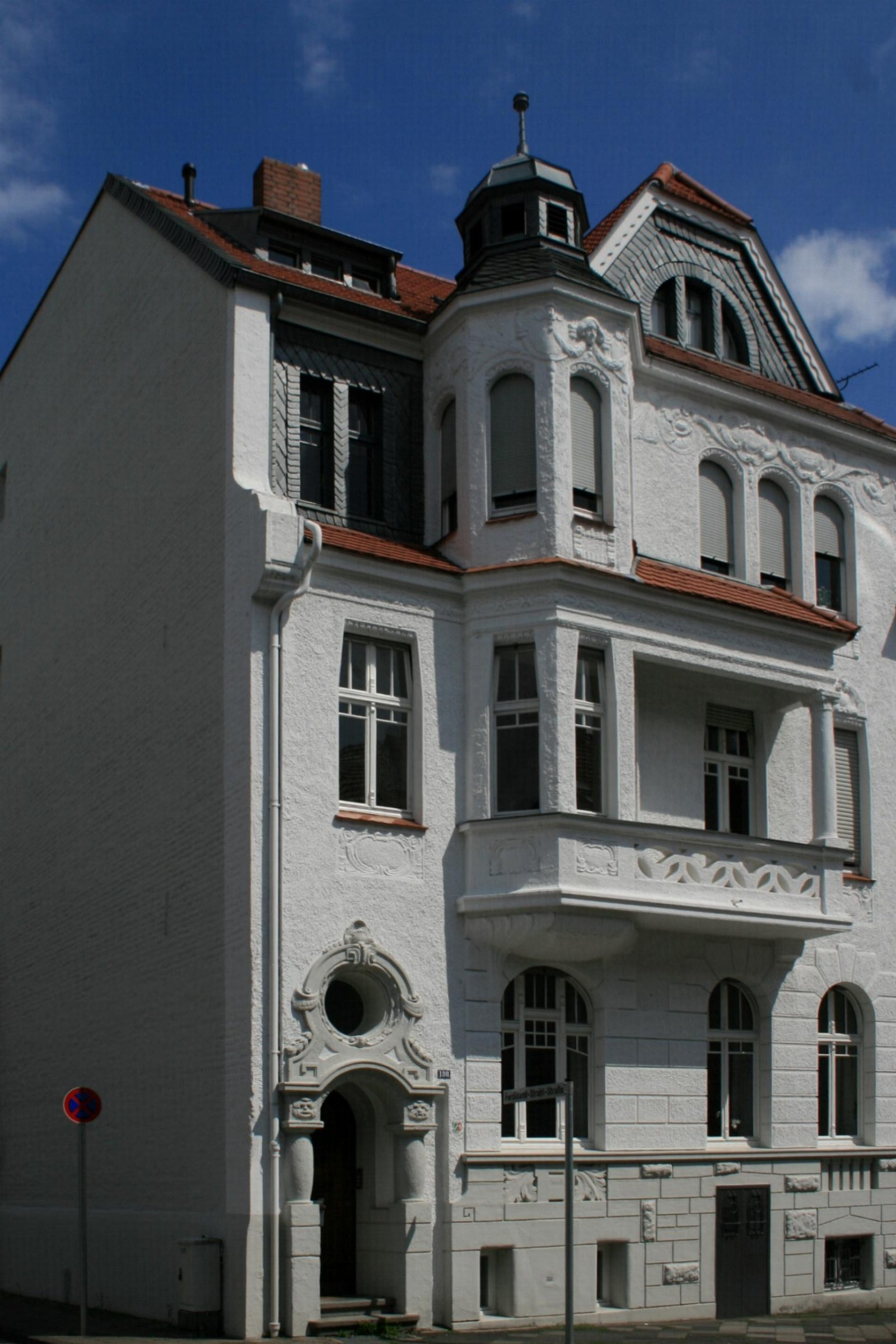
Wohnhaus und Garten

Das Wohnhaus mit Garten Luisenstraße 180 befindet sich in Mönchengladbach (Nordrhein-Westfalen) im Stadtteil Westend.
Das Gebäude wurde 1902 erbaut. Es wurde unter Nr. L 036 am 17. November 1997 in die Denkmalliste der Stadt Mönchengladbach eingetragen.

## Lage
Die Luisenstraße liegt unmittelbar südwestlich des historischen Ortskerns und wird durch den Verlauf der Aachener Straße in zwei Abschnitte gegliedert.

## Architektur
Es handelt sich um einen zweigeschossigen Putzbau mit hoch ausgebildetem Mansarddach, zweigeschossigem Giebel unter Krüppelwalmdach und dreiseitigem Erker, der sich in einen polygonalen Turm unter geschweifter Haube fortsetzt.
Garten: Das Grundstück ist von hohen Mauern umgeben. Der Garten weist eine architektonische Gestaltung auf, die einen engen Bezug zum Gebäude erkennen lässt.
In der hinteren nordwestlichen Grundstücksecke steht ein Treillage-Pavillon in Holzbauweise, der über fünfeckigem Grundriss an der Gartenmauer errichtet ist.